# سینه‌سرخ‌های زمینی
سینه‌سرخ‌های زمینی (نام علمی: Amalocichla) نام یک سرده از تیره سینه‌سرخ‌های استرالزی است.